# Marie-Grégoire Tambila
Marie-Grégoire Tambila est une femme politique congolaise (Congo-Kinshasa) et la mairesse de Lubumbashi depuis le 15 octobre 2008, Sa fille Diane Mizumi est élue Miss Congo en 2006.